# Sázavai Szent Prokop

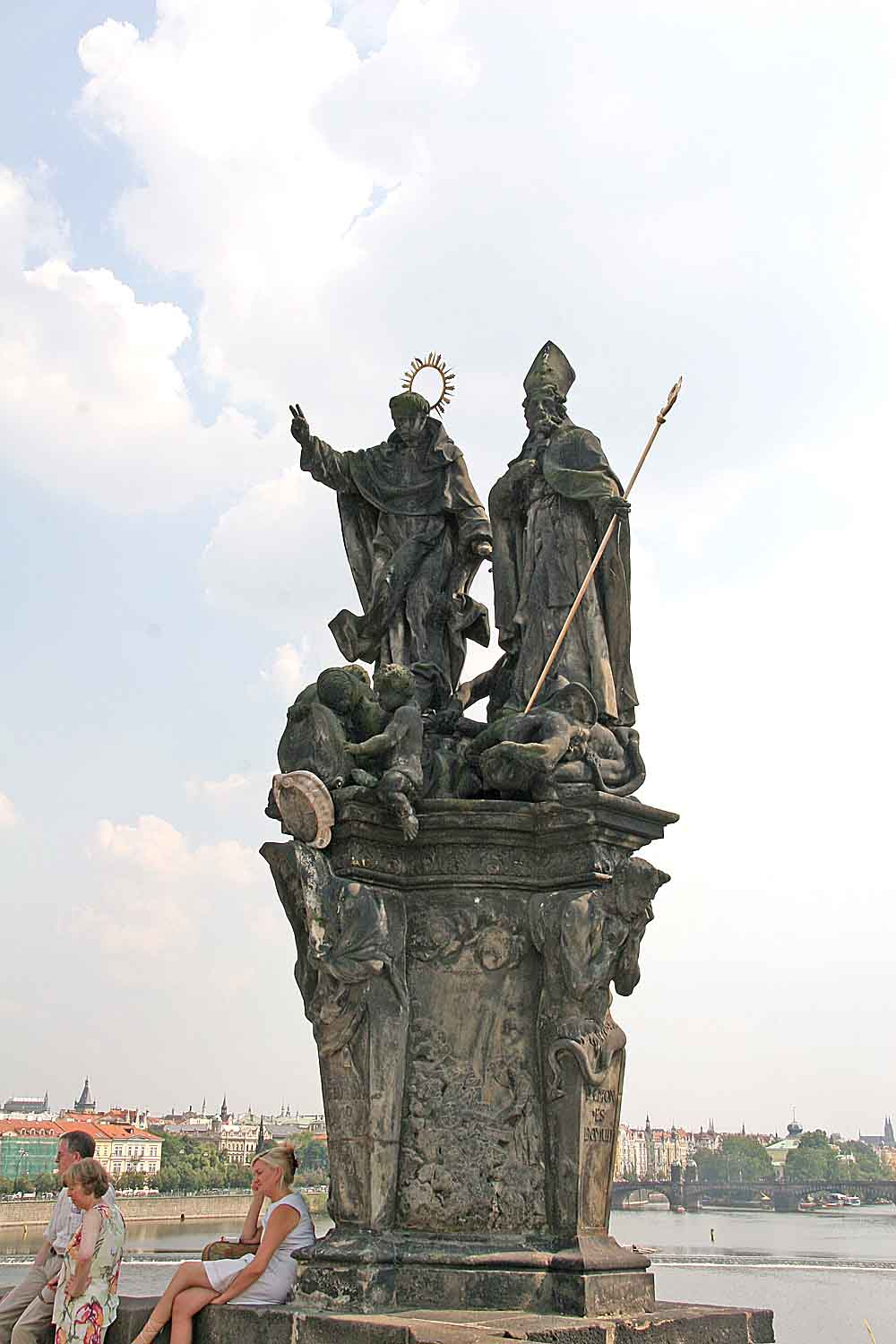
Szent Vince és Szent Prokop a prágai Károly-híd egyik szobrán

Sázavai Szent Prokop (Chotouň (Chrášťany), 971 körül – Sázava, 1053. március 25.) cseh szent, remete, később a bizánci rítusú sázavai kolostor alapítója és első vezetője, az első cseh szent. Csehország egyik védőszentje. Megkülönböztetendő Cesareai Szent Prokop vértanútól.

## Élete
A nemrég keresztény hitre tért Csehország területén született keresztény nemesi családban. Szülei biztatására bizánci rítusú papnak készült, 1003 környékén szentelték pappá Vyšehrad várában. Azonban hamarosan rájött arra, hogy Istennel való kapcsolata elkötelezettebb életmódot kíván, ezért a szerzetesi életformát választotta, valószínűleg Magyarországon. 1029 után tért vissza szülőföldjére, ekkor még mindig remete életmódot folytatott, de már azzal az álommal, hogy bizánci rítusú kolostort alapít Csehországban. A Sázava folyó völgyében hamarosan szert tett a helyi lakosság általános megbecsülésére. Egy napon összetalálkozott az erdőben az Ulrik herceg által vezetett vadászokkal és hosszas beszélgetésbe elegyedett a herceggel. A hercegre olyan erős hatással volt Prokop őszinte hite, hogy elhatározta a szerzetes magasztos álmának támogatását.
A herceg anyagi segítségével Prokop 1032-ben keleti rítusú kolostort és szerzetesi közösséget alapított, melyben az egyházi szertartások egészen 1097-ig szláv nyelven folytak, majd latin liturgiára áttérve a Szent Benedek által meghatározott szabályokat követték a későbbiekben. Prokop életének hátralévő részét az általa alapított sázavai kolostor apátjaként élte le.

## Legendái
Az egyik legenda szerint Prokop azzal győzte meg Ulrik herceget beszélgetésükkor, hogy a vizet borrá változtatta.
Másik legendája szerint odakötötte az ördögöt egy ekevashoz, és arra kényszerítette, hogy árkot szántson a folyópart mentén. A legenda a kereszténység győzelmét jelképezi a bűn és a kísértés felett. E legenda miatt a szentet gyakran az ördöggel vagy szántó ördöggel a lába előtt ábrázolják.

## Tisztelete
Ünnepét július 14-én tartják. III. Ince pápa avatta szentté 1204-ben.